# 계성고등학교 (대구)
계성고등학교(啓聖高等學校)는 대한민국 대구광역시 서구 상리동에 있는 자율형 사립 고등학교이다.
영남 지방 최초의 중등교육기관이다. 계성학원의 설립자인 에드워드 아담스 선교사는 후에 계명대학교를 설립하는데, 이에 따라 두 학교 간 건축물이 동일인의 이름을 따서 설립하는 등 그 뿌리를 공유하고 있다. 

## 학교 연혁
- 1900년 11월 11일 : 대남소학교 설립
- 1906년 10월 15일 : 미국 북장로회 아담스(J. E. Adams) 선교사 본교 창설, 초대 교장 취임
- 1908년 3월 30일 : 대신동에 2층 양옥 교사인 아담스관을 지어 이전
- 1912년 6월 17일 : 사립 ‘계성학교’ 인가를 받음
- 1931년 11월 30일 : 헨더슨관 준공
- 1945년 2월 13일 : 일제의 강압으로 ‘대구 공산중학교’ 로 교명 변경
- 1945년 8월 17일 : 신태식 박사 제7대 교장 취임
- 1949년 6월 22일 : 교명을 ‘계성중학교’ 로 변경 인가
- 1950년 4월 28일 : 계성고등학교 설립인가
- 1955년 12월 21일 : 대강당(Shattuck Hall) 준공
- 2000년 3월 1일 : 고등학교 남.여공학으로 개편
- 2009년 7월 15일 : 고등학교 자율형 사립고등학교 지정
- 2013년 2월 9일 : 제100회 졸업식(자사고 1회 졸업생 배출) 거행
- 2016년 3월 1일 : 고등학교 상리동 캠퍼스 신축 이전
- 2018년 3월 8일 : 신일희 박사 제12대 법인 이사장 취임
- 2020년 3월 1일 : 박현동 선생 제21대 교장 취임

## 건축물
계성고등학교에는 3개의 시(市) 문화재 지정 건물이 3개가 있다.

### 계성학교아담스관
- 아담스관 (Adams Hall) - 중학교 교무실로 쓰이고 있다. 영남지방 3.1운동때 기미독립선언서 복사본이 이 아담스관 지하실에서 인쇄되었다

### 계성학교맥퍼슨관
- 맥퍼슨관 (Mcpherson Hall) - 원래 과학관(Science Building)으로 설계되어 지어졌으나, 현재는 계성교회로 쓰이고 있다.

### 계성학교핸더슨관
- 핸더슨관 (Henderson Hall) - 중학교 과학실, 교실, 교장실과 고등학교 자율 공부방, 교장실, 행정실 등으로 쓰인다. 50계단에서 바라보면 바로 보이는 주 건물이다.

## 운동부
농구부와 유도부를 운영하고 있으며 김재엽을 배출한 유도부가 특히 유명하다. 과거에 축구부도 운영한 바 있다.

## 참고 문헌
- 계성고등학교 - 한국교육학술정보원 학교알리미

## 같이 보기
- 계성학교 유도부
- 계성학교 축구단